# ويكيبيديا الناهواتلية
ويكيبيديا الناهواتلية هي النسخة الناواتلية من موسوعة ويكيبيديا.

## الإحصائيات
| عدد المستخدمين المسجلين | عدد المستخدمين النشيطين | عدد المقالات | صفحات المحتوى | عدد التعديلات | عدد الملفات المرفوعة | عدد الإداريين |
| ----------------------- | ----------------------- | ------------ | ------------- | ------------- | -------------------- | ------------- |
| 23٬391                  | 17                      | 4٬296        | 13٬348        | 521٬465       | 168                  | 3             |

## التاريخ
- في 10 أغسطس 2003، بدأ المشروع بمقالة Atl
- في 6 يونيو 2009 أنشئت مقالة كامبورا سان جيوفاني والتي تعد المقالة رقم 5000
- في 23 أغسطس 2014 أنشئت مقالة سان ميغيل تزيناكانتيبيك والتي تعد المقالة رقم 10,000
- في 10 ديسمبر 2015 أنشئت مقالة كابولين، يانكويك ميكسيهكو والتي تعد المقالة رقم 11,111